# Fjällbackamorden: Vänner för livet
Fjällbackamorden - Vänner för livet es una película estrenada el 2 de enero de 2013 y fue dirigida por Richard Holm. Está basada en las novelas de Michael Hjorth y Camilla Läckberg.
Es la segunda entrega de la franquicia y forma parte de las películas de Fjällbackamorden.

## Historia
La exitosa escritora de novelas de detectives Erica Falck está pensando que su próximo libro debería de estar basado en acontecimientos verdaderos que ocurrieron en su infancia: cuando tenía solamente 13 años uno de sus más queridos amigos y compañeros de escuela, Peter, se había subido a un autobús y había desaparecido. Desde lo sucedido Erica ha sido incapaz de olvidar el trágico evento y su primer encuentro con un verdadero misterio. 
Mientras tanto comienza a indagar más y más sobre lo que realmente le sucedió a Peter y cuando el hermano de Peter, Ivan, es apuñalado y asesinado mientras se encontraba en camino a verla, Erica comienza a investigar no sólo el asesinato de Ivan sino que continúa con el misterio de la desaparición de Peter.
Sin embargo, durante una reunión escolar, las cosas se ponen tensas, cuando Tina, la enigmática hermana de Peter e Ivan, aparece inesperadamente. Más tarde durante la fiesta, otro asesinato es cometido, lo que lleva a Erica a descubrir la verdad sobre lo que le pasó a Peter.

## Personajes

### Personajes principales
| Actor                            | Personaje                                            | Ocupación                                  |
| -------------------------------- | ---------------------------------------------------- | ------------------------------------------ |
| Claudia Galli Gabriella Enocsson | Erica Falck (de adulta) Erica Falck (de adolescente) | Escritora de Novelas Policíacas Estudiante |
| Richard Ulfsäter                 | Patrick Hedström                                     | Inspector de la Policía                    |
| Lennart Jähkel                   | Mellberg                                             | Inspector en Jefe de la Policía            |
| Pamela Cortes Bruna              | Paula                                                | Oficial de la Policía                      |
| Marie Robertson Märta Jungerfelt | Tina (de adulta) Tina (de adolescente)               | -                                          |
| Anders Nordahl Lukas Berntsson   | Ivan (de adulto) Ivan (de adolescente)               | - Estudiante                               |
| Petrus Havrell Nilsson           | Peter                                                | -                                          |
| Ann Westin                       | Annika                                               | -                                          |

### Personajes secundarios
| Actor                             | Personaje                                      | Ocupación              |
| --------------------------------- | ---------------------------------------------- | ---------------------- |
| Måns Nathanaelson Felix Rehnquist | Anders (de adulto) Anders (de joven)           | - Estudiante           |
| Fredrik Hallgren Andreas Forsgren | Ulf (de adulta) Ulf (de adolescente)           | - Estudiante           |
| Meliz Karlge Kimberly Akvidson    | Katja (de adulta) Katja (de adolescente)       | - Estudiante           |
| Lisa Linnertorp Astrid Westling   | Marianne (de adulta) Marianne (de adolescente) | - Estudiante           |
| Sten Ljunggren Petter Ljunggren   | Thörnell (de adulto mayor) Thörnell (de joven) | Rector                 |
| Tobias Aspelin                    | Mikael Hjalmarsson                             | Biólogo Marino         |
| Ellen Stenman Göransson           | Maja Hedström                                  | Hija de Erica y Patrik |
| Simon Brodén                      | Anton Hedström                                 | Hijo de Erica y Patrik |
| Lukas Brodén                      | Noel Hedström                                  | Hijo de Erica y Patrik |
| Stefan Cronwall                   | Bosse                                          | -                      |
| Måns Ellmark                      | Torsten                                        | -                      |
| Miran Kamala                      | -                                              | Colega de Ivan         |
| Mikael Brolin                     | -                                              | Exesposo de Tina       |
| Lotta Bouvin-Sundberg             | -                                              | Anfitrión              |

## Producción
La película fue dirigida por Richard Holm, escrita por los escritores Michael Hjorth y Camilla Läckberg (también creadores y escritores de los personajes) y con Charlotte Lesche.
En la producción contó con el productor Pontus Sjöman, junto a los productores ejecutivos Jessica Ask, Klaus Bassiner, Helena Danielsson, Wolfgang Feindt, Jonas Fors, Michael Hjorth, Lone Korslund, Peter Nadermann y Christian Wikander, así como con las productoras asociadas Helen Ahlsson y Sigrid Strohmann y el productor de línea Christian Sundkvist.
La edición estuvo a cargo de Sofia Lindgren.
La música estuvo bajo el cargo de Johan Nilsson, mientras que la cinematografía en manos de Jens Jansson. 
La película fue estrenada el 2 de enero de 2013 en con una duración de 1 hora con 28 minutos en Suecia. El 6 de diciembre del 2013 fue estrenado en DVD.
Fue filmada en Fjällbacka, Provincia de Västra Götaland, en Suecia.
Contó con la participación de las compañías de producción "Tre Vänner Produktion AB", "Sveriges Television (SVT)", "Nordisk Film", "Film Väst", "Zweites Deutsches Fernsehen (ZDF)", "ZDF Enterprises" y "MEDIA Programme of the European Union". Otras compañías que participaron en la serie fueron "Filmgate" (en los efectos visuales) y "Dagsljus Filmequipment".
En el 2013 la película fue distribuida por "TrustNordisk" alrededor de todo el mundo y por todos los medios y por "Sveriges Television (SVT)" en la televisión en Suecia, ese mismo año también fue distribuida por 2013 por "Film1 Action" en la televisión y por "Lumière Home Entertainment" en DVD de los Países Bajos. En el 2014 fue distribuida por "Alive Vertrieb und Marketing" en DVD en Alemania.

### Emisión en otros países
| País         | Título                                             | Fecha de Estreno                       |
| ------------ | -------------------------------------------------- | -------------------------------------- |
| Alemania     | Mord in Fjällbacka: Tödliches Klassentreffen       | 3 de diciembre de 2013                 |
| España       | Los crímenes de Fjällbacka: Amigos hasta la muerte | 23 de diciembre de 2013                |
| Finlandia    | Camilla Läckberg: Kadonnut ystävä                  | 5 de octubre de 2013                   |
| Francia      | Les enquêtes d'Erica: Retrouvailles                | 6 de octubre de 2013                   |
| Italia       | Omicidi tra i fiordi: Amici per la vita            | 25 de mayo de 2014                     |
| Países Bajos | -                                                  | 29 de octubre de 2013 (estreno en DVD) |
| Rusia        | Друзья на всю жизнь                                | 1 de enero de 2013                     |